# Swoboda (przystanek kolejowy)
Swoboda (ukr. Свобода) – przystanek kolejowy w miejscowości Bakosz, w rejonie berehowskim, w obwodzie zakarpackim, na Ukrainie. Położony jest na linii Lwów – Stryj – Czop.
Przystanek istniał przed II wojną światową.